# Campsurus nessimiani
Campsurus nessimiani is een haft uit de familie Polymitarcyidae. De wetenschappelijke naam van de soort is voor het eerst geldig gepubliceerd in 2017 door Molineri en Salles. 